# Lucanus szetschuanicus
Lucanus szetschuanicus là một loài bọ cánh cứng trong họ Lucanidae. Loài này được HANUS mô tả khoa học năm 1932.